# Berta Isla
Berta Isla, aparecida en español en 2017, es una novela del escritor español Javier Marías.

## Resumen
La novela se inicia cuando Berta Isla, nacida en Madrid en 1951, conoce en su instituto a Tomás Nevinson. Al poco, los jóvenes iniciarán una relación precoz. Él es un chico robusto, rubio, feliz, despreocupado, bastante guapo, pero de mirada torva. Su padre, Jack Nevinson, es de carácter autoritario y trabaja en la Embajada de Reino Unido en Madrid. La madre, Mercedes, se ocupa de sus cuatro hijos, dos chicos y dos chicas.
Con 17 años, en 1968, Tomás marchará a la Universidad de Oxford para iniciar sus estudios, mientras Berta se matricula en la Universidad Complutense de Madrid. Durante sus estudios, se ven de manera intermitente, pero acabados estos deciden casarse en 1974. Pronto, Tom ocupa una plaza en los Servicios Culturales de la Embajada de Reino Unido y enseña en el Colegio Estudio de Madrid. Su esposa va a dar a luz a un hijo, al que llamarán Guillermo. 
El gran giro en la novela ocurre cuando Berta Isla, hacia 1976, a través de unos amigos, descubre que Tom trabaja para los servicios secretos británicos. Durante ese tiempo, la protagonista está embarazada de su hija Elisa.

## Edición
- Berta Isla, Alfaguara, 2017, 592 p. ISBN 978-2-07-278797-3.

## Distinciones
- Premio de la Crítica de narrativa castellana 2017